# Klaus Bittner (Fußballspieler)

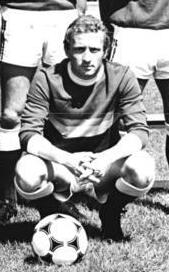
Klaus Bittner (1982)

Klaus Bittner (* 2. Januar 1959) ist ein ehemaliger deutscher Fußballspieler. Für die BSG Chemie Böhlen und die BSG Wismut Aue spielte er in den 1980er Jahren in der DDR-Oberliga, der höchsten Spielklasse im DDR-Fußball.

## Sportliche Laufbahn
Mit vier Punktspieleinsätzen in der zweitklassigen DDR-Liga für die Betriebssportgemeinschaft (BSG) Chemie Leipzig begann in der Saison 1977/78 Klaus Bittners Laufbahn im DDR-weiten Ligafußball. 1978/79 spielte er in der Hinrunde nur für die 2. Mannschaft in der drittklassigen Bezirksliga. Zur Rückrunde wechselte er zum Oberligisten Chemie Böhlen, wo er jedoch nur in der Nachwuchsoberliga eingesetzt wurde. Am Saisonende stieg Böhlen in die DDR-Liga ab, und Bittner wurde in der Saison 1979/80 mit 20 Einsätzen in 22 Ligaspielen und neun Toren zum Stammspieler bei Chemie Böhlen. Mit einem zweiten Platz in der Aufstiegsrunde erreichte die Mannschaft den sofortigen Wiederaufstieg. Daran war Bittner mit sieben Einsätzen in den acht Aufstiegsspielen und zwei Toren beteiligt. In der folgenden Oberligasaison 1980/81 wurde Bittner zwar in 25 der 26 Punktspiele eingesetzt und erzielte ein Tor, stand aber als Mittelfeldspieler nur vierzehnmal in der Anfangself. Der Klassenerhalt konnte erneut nicht geschafft werden, und Chemie Böhlen musste 1981/82 wieder in der DDR-Liga antreten. Auch diesmal gelang der umgehende Wiederaufstieg, an dem Bittner mit 18 Ligaspielen mit einem Tor und vier Aufstiegsspielen ebenfalls mit einem Tor Anteil hatte. Seine zweite Oberligasaison gestaltete sich für Bittner erfolgreicher, denn in seinen 24 Punktspieleinsätzen war er diesmal nur fünfmal Einwechselspieler, und er erzielte diesmal fünf Tore. Am Ende musste er allerdings zum zweiten Mal aus der Oberliga absteigen.
Daraufhin wechselte Bittner zum Oberligisten Wismut Aue. Dort wurde er vom 6. Spieltag der Saison 1983/84 an regelmäßig als nur 1,65 m großer Stürmer eingesetzt. Bis Ende April war er auf 21 Punktspieleinsätze gekommen und hatte ein Tor erzielt. Im Mai 1984 wurde er für 18 Monate zum Wehrdienst in der Nationalen Volksarmee eingezogen. Zur Rückrunde der Spielzeit 1985/86 stand Bittner Wismut Aue wieder zur Verfügung, wurde aber in zehn Oberligaspielen, in denen er einmal zum Torerfolg kam, nur als Einwechselspieler eingesetzt. In den folgenden drei Spielzeiten war er bis 1989 Stammspieler in der Auer Oberligamannschaft. Als Stürmer verpasste er insgesamt nur vier Punktspiele und schoss 16 Tore. Typisch für ihn war jedoch, dass er bei seinen Einsätzen meist gegen Ende der 2. Halbzeit ausgewechselt wurde. 1987 wurde er mit acht Treffern zusammen mit Harald Mothes Torschützenkönig von Wismut Aue. 1987 bestritt Wismut Aue vier Spiele im UEFA-Pokal gegen Valur Reykjavík (0:0, 1:1) und KS Flamurtari Vlora (1:0, 0:2), in denen Bittner jeweils als Flügelstürmer eingesetzt wurde. Seine letzten Spiele für Wismut Aue bestritt Bittner in der Saison 1989/90. In der Hinrunde wurde er noch in alle dreizehn Oberligaspielen eingesetzt und kam danach noch zweimal als Einwechselspieler im März 1990 zum Einsatz.
Im gleichen Monat wechselte Bittner zum DDR-Ligisten BSG dkk Scharfenstein-Krumhermersdorf. Dort bestritt er bis zum Saisonende die restlichen dreizehn Ligaspiele und erzielte zwei Tore. Nach dem Abstieg der BSG dkk schloss sich Bittner zur Spielzeit 1990/91 dem FSV Wismut Gera an, der ebenfalls in der zweitklassigen Liga, nach der Wende als NOFV-Liga betitelt, spielte. Dort kam Bittner in den 30 Punktspielen noch 15-mal zum Einsatz. Ab 1991/92 war die Liga nur noch drittklassig und der 32-jährige Klaus Bittner kehrte nicht mehr in den höheren Ligenbetrieb zurück. Er war innerhalb von 13 Spielzeiten auf 169 Oberligaspiele mit 24 Toren, vier Europapokalspiele, 70 DDR-Liga-Spiele mit 16 Toren und elf Aufstiegsspiele mit drei Toren gekommen.